# La canción del penal
La canción del penal (título en francés: Une balle suffit) es una coproducción hispano-francesa de género policiaco estrenada en 1954, dirigida conjuntamente por Juan Lladó y Jean Sacha y protagonizada en los papeles principales por Georges Ulmer, Véra Norman y Jacques Castelot.

## Sinopsis
Tras salir de la cárcel donde han cumplido condena, unos delincuentes planean un nuevo atraco.

## Reparto
- Georges Ulmer como Carmo
- Véra Norman como Florence Davis
- Jacques Castelot como Abogado
- André Valmy como Stauner
- Mercedes Barranco como Rita
- Barta Barri como Patorni
- Mario de Bustos
- José María Cases
- Jesús Colomer
- Mercedes de la Aldea
- Gerardo Esteban
- Arsenio Freignac como Donny
- Salvador Garrido
- Manuel Gas como Blanco
- Ramón Hernández
- Luis Induni
- Juan Monfort
- César Ojinaga
- Rafael Romero Marchent